# И так далее (фильм, 1966)
«И так далее» (лат. Et Cetera) — чехословацкий анимационный фильм с элементами сюрреализма режиссёра Яна Шванкмайера. Создан на пражской студии короткометражных фильмов «Krátký Film Praha».

## Сюжет
В начале появляется надпись «Fine», что в переводе с итальянского означает «конец». Затем логотип студии, создавшей фильм, и только потом начинается сам фильм. Он разделён на три части: крылья (чеш. Křídla), кнут (чеш. Bič), дом (чеш. Dům). Перед началом каждой части идёт обратный отсчёт и команда старта: «3. 2. 1. Старт» (чеш. 3. 2. 1. Teď). В каждой из них присутствуют безымянные человечки, которые совершают определённые зацикленные действия.
- Часть первая: Крылья

Человечек и два стула стоят над четырьмя пронумерованными табличками. В табличке 1 ничего не содержится, в то время как таблички 2-4 содержат крылья возрастающей величины. Человечку даётся выбор, и так как в первой табличке ничего нет, он просто прыгает с одного стула на другой. Далее он берёт первые небольшие крылья со второй таблички, поднимается на один стул и ему удаётся долететь до второго стула. Человечек надевает крылья с третьей таблички. На этот раз он расставляет стулья намного дальше друг от друга и летит от одного к другому. Человечек складывает два стула вместе, достаточно, чтобы выдержать вес более крупных крыльев с четвёртой таблички. Он взлетает, вылетает за правую сторону кадра и быстро появляется с левой, чтобы приземлиться на стулья. И такая последовательность действий начинается заново (и, вероятно, длится бесконечно).
- Часть вторая: Кнут

Перед зрителем возникают крупный человечек и четвероногий зверь. Первый вынимает кнут из пасти зверя, щёлкает и заставляет его выполнять различные трюки на равновесие. По мере того, как этот процесс продолжается, зверь обретает человечный образ, а человечек — звериный. Когда они полностью поменялись личностями, тот человечек вынимает кнут из пасти зверя, и процесс начинается заново. 
- Часть третья: Дом

Человечек рисует примитивную фигуру дома и пытается войти в него. Однако у того нет входа, и создатель пытается войти внутрь через стены, а затем «порвать» их руками и с разбега. Потерпев неудачу, он стирает дом и рисует его снова, на этот раз — границы дома вокруг себя. Теперь он пытается выйти из дома, но ему также мешают стены. Он ещё раз стирает дом и ещё раз рисует его отдельно. Снова неудача, и тот же самый процесс начинается заново.

В конце зритель узнаёт, что это была за надпись в начале фильма: «Da capo al fine», что означает «C начала до конца» (или «Повторить с начала до конца»). Затем снова появляется логотип, после которого фильм начинается заново, но, спустя несколько секунд, плёнка нагревается и сгорает в кинопроекторе.

## Художественные особенности
Ян Шванкмайер решил обратиться к примитивному изображению действующих персонажей, которые напоминают рисунки маленьких детей. Такого рода инфантилизмом пронизан весь фильм: простой, грубоватый визуальный стиль, выразительный, психоделический саундтрек и сама идея повторений, как часть некой игры. В фильме также присутствует спонтанность и хаотичность: в заставках с титрами постоянно меняются шрифты. Что касается основного титра «Et Cetera» (который появляется в конце каждой части, чтобы подчеркнуть зацикленность действия), то здесь также, посекундно, меняется и его размер, что придаёт фильму порывистый, сумбурный характер. Также есть предположение, что, для создания необычной ветхой атмосферы, Шванкмайер вдохновлялся оформлением старинных учебных пособий и энциклопедий.

## Критика
Голландский обозреватель фильмов Хайс Хроб (нидерл. Gijs Grob) похвалил фильм за музыкальное сопровождение, атмосферу, а также за любопытную идею.

Это умный и в некотором роде печальный фильм: несмотря на то, что три небольшие истории чрезвычайно просты, похоже, что они что-то рассказывают о «человеческой ситуации». Фильм использует отличную электронную музыку, что добавляет сюрреалистической атмосферы.
Оригинальный текст (англ.)It’s a clever and somehow saddening film: although the three little stories are extremely simple, they seem to tell something about the condition humaine. ‘Et Cetera’ uses great electronic music, which adds to the surrealistic atmosphere.

## Анализ и трактовка
Общими темами фильма являются прогресс и его отсутствие (постоянный возврат к исходной точке, вне зависимости от простоты действия), и, как следствие, зацикленный, удручающий характер человеческой жизни. Об этом пишет критик Эд Хауэрд, который описывает этот «замкнутый круг».

Аллегория в этих трех сценах очевидна, но элегантна своей простотой. Фильм является прямым комментарием Шванкмайера о тщетности большинства человеческих действий и изобретений. <...> Прогресс на пути к более совершенным технологиям - крыльям, которые позволяют человеку в первой истории летать все дальше и дальше - в конце концов зайдет в тупик, и тогда всё, что можно будет сделать - это задать вопрос: «Что дальше?». Для Шванкмайера, прогресс человечества имеет свои пределы. Точно так же, как в человеческой ситуации всегда будет вечное недовольство тем, что уже есть у человека; и так же, как чередование между угнетателем и угнетенным будет продолжаться на протяжении всей истории. Надежды мало: как только угнетенное существо становится человеком и в руки попадает кнут, оно сразу же начинает бичевать своего бывшего хозяина, начиная весь цикл заново. Фильм мрачен и показывает, насколько ограничена и скованна жизнь.
Оригинальный текст (англ.)The allegory in these three vignettes is obvious but elegant in its simplicity. The film is Svankmajer's direct commentary on the futility of most human action and invention. <...> The progress towards better and better technology — the wings that allow the man in the first story to fly further and further — will eventually reach an impasse, at which point all that can be asked is the inevitable question, "what next?" For Svankmajer, human progress has its limits, just as the human condition will always be one of perpetual dissatisfaction with whatever is available, and just as the alternation between oppressor and oppressed will continue throughout all history. There is little hope: as soon as the oppressed creature becomes human and gets ahold of the whip, it immediately begins whipping its former master, starting the whole cycle all over again. The film is bleak and pointed in its demonstration of just how limited and constrained life is.

Об этом же пишет и критик Джоселин Щепаниак-Гиллис (англ. Jocelyn Szczepaniak-Gillece), которая при этом комментирует ранний стиль режиссёра.

Здесь Шванкмайер обращает наше внимание на тщетность прогресса и цикличность истории, особенно во второй и третьей частях. Те, кто находятся у власти, сами становятся зверями (оказавшись у власти, звери также в совершенстве способны на эту трансформацию), а созданные человеком границы, по определению, являются удручающе труднопреодолимыми. Это один из самых легко разделенных и явно символических фильмов Шванкмайера. Он восхитительно анимирован, но ещё далёк до его более позднего стиля, когда центром является вопрос о посыле, а не сам посыл. Не символы на экране представляют собой тезисы Шванкмайера, а, в советской монтажной манере, то, как зрители объединяют символы, чтобы постичь серьёзные вопросы: любовь, смерть, язык, изоляция.
Оригинальный текст (англ.)Here, Svankmajer calls our attention to the futility of progress and the cyclical nature of history, particularly in parts two and three. Those in power become beasts themselves (once in power, the beasts are perfectly capable of this transformation as well), and human-made boundaries are, by definition, frustratingly rigid. This is one of Svankmajer's most easily dissected and most clearly symbolic films. It is delightfully animated, yet makes one long for later Svankmajer, when the question of meaning, rather than meaning itself, becomes central. It is not the symbols onscreen that constitute Svankmajer's theses, but, in Soviet montage fashion, the way that audiences put the symbols together to comprehend "big" issues: love, death, language, and isolation.